# Triumph Daytona 675
La Triumph Daytona 675 Triple è una motocicletta di media cilindrata (675 cm³) prodotta dalla casa motociclistica inglese Triumph dal 2006 fino al 2018.
Presentata nel 2006 per rimpiazzare la Triumph Daytona 650, è stata fino al 2011 (anno d'inizio produzione della MV Agusta F3) l'unica delle supersportive di media cilindrata equipaggiata da un motore a 3 cilindri, a differenza delle principali concorrenti giapponesi che hanno 4 cilindri.

## Storia e sviluppo
Lo sviluppo della Triumph Daytona 675 è iniziato nel 2000, in seguito al lancio della Triumph TT600 quattro cilindri. La TT600 è stata la prima moto sportiva moderna di media cilindrata della Triumph, ma faticava a competere con le supersportive 600 cc giapponesi. Così la Triumph ha deciso di produrre una moto più vicina alla sua tradizione, adottando un motore in linea a tre cilindri. Il progetto del telaio è partito dall'aggiornamento del telaio della Triumph Daytona 600: rispetto a quello, fu ridotto il passo, regolato l'angolo del canotto di sterzo e modificato il serbatoio. Questa nuova configurazione mostrava prestazioni migliori rispetto all'originale, fornendo una base che poteva competere con sportive di successo come la Kawasaki Ninja ZX-6R e la Honda CBR600RR. Lo sviluppo del motore di nuova concezione portò, nel maggio 2003, alla creazione di un propulsore in grado di erogare 104 cavalli a 12000 giri. Alla fine del 2004 una prima versione della Daytona 675 con telaio, motore e design completamente nuovi, era pronta per iniziare i test in pista e già nel 2005 la versione definitiva fu lanciata ufficialmente al Salone Internazionale di NEC moto e scooter.

## Attività sportiva
Al momento del lancio della Daytona 675 non c'erano squadre da corsa ufficialmente supportate dalla Triumph. La prima gara ufficialmente disputata dalla casa madre è stato il Tourist Trophy del 2006, alla quale Triumph ha partecipato nella classe Supersport, con il pilota neozelandese Paul Dobbs. Sempre nel 2006 una Daytona 675 è stata autorizzata a gareggiare nella AMA Formula Xtreme per il campionato 2007. Nel 2008 Triumph strinse un accordo per supportare ufficialmente il team MAP Embassy Racing ed il team SC Racing nel campionato Britannico Supersport. Il 5 maggio dello stesso anno Glen Richards ha raggiunto la prima vittoria con il team Embassy-Triumph Racing. A quella, seguirono successivamente altre tre vittorie.
Nel mese di maggio del 2009 la Daytona 675 Augusta Triumph/Ducati Racing Team ha conquistato un podio nel campionato AMA. Nella Moto GT la squadra di Marco Crozier e Phil Caudill ha raggiunto un primo posto al Barber Motorsports Park. La loro Daytona 675 è stata la prima a raggiungere il primo posto in un evento AMA.
Nel 2010, la Augusta Triumph/Ducati Racing Team ha schierato la 675 nelle gare WERA sud-est e nord della Florida, vincendo un totale di quattro campionati WERA : South East Florida Heavyweight Twins Superbike Expert, South East Florida Heavyweight Twins Superstock Expert, North Florida Heavyweight Twins Superbike Expert e North Florida Heavyweight Twins Superstock Expert. Nel mese di ottobre, il pilota Giovanni Rojas ha aggiunto un quinto titolo vincendo il Championship 2010 Grand National Heavyweight Twins Superstock Expert a Road Atlanta che ha dato alla squadra un titolo nazionale.
Esiste anche un campionato monomarca Daytona 675 chiamato Triumph Triple Challenge gestito in collaborazione con Bemsee Race Club che opera sotto il format della Motorcycle Racing Organisation (MRO).